# 戴震
戴 震（たい しん、拼音: Dài Zhèn、1724年1月19日（雍正元年12月24日）- 1777年7月1日（乾隆42年5月27日））は、中国清代中期の学者・儒学者・思想家。清朝考証学を代表する人物。字は慎修・東原。号は杲渓。

## 略歴
1724年、徽州府休寧県隆阜（現在の安徽省黄山市屯渓区）に生まれる。
家が貧しいため塾を開いて自活した。30歳の時には食べ物にも事欠いて、麺舗（うどんや）と契約し麺の屑を毎日分けてもらうことにしたほどであった。科挙の進士科を度々受験したが合格せず、各地を遊歴した。
程瑤田や金榜とともに江永に師事し、江蘇の学者の恵棟には先輩としての礼をとった。1757年に敵を避けて北京に赴き、紀昀・王鳴盛・銭大昕に認められ、一躍有名になった。秦蕙田が『五礼通考』を編纂したときには戴震を招いてその屋敷で朝晩講義させた。戴震は浙西学派に属するが、浙東学派に属する金華書院で学問を講じたこともある。1774年に四庫全書館が開かれたときには、挙人でありながら編纂官になるという異例の抜擢を受け、進士を賜って庶吉士となった。
1777年、過労のため在職中に没する。

## 方法と学統、哲学
戴震は清朝考証学を大成した人物として知られる。とりわけ、清末民初の梁啓超や胡適によって高く評価され、中国にルネサンスをもたらした人文主義者、近代的な実証主義者、あるいは「哲学」を説いた哲学者として喧伝された。
戴震の学問の方法としては、「他人の見解」と「自分の見解」にとらわれないという態度と、最後まで信じられる根拠がなければ聖人君父の言葉であろうと信じないという態度が挙げられる。「十分の見」と「不十分の見」、つまり論理一貫し疑問の余地を残さない定理と、伝聞や推論にのみ基づく仮説を区別するという方法は近代実証学の始まりといえる。
戴震の学統を継ぐ人物としては、段玉裁・王念孫・王引之がおり、考証学の浙西学派のうち皖派を代表する四大学者「戴段二王」として総称される。この他、紀昀・王昶・畢沅・阮元といった、学者かつ官僚としても知られる人物にも影響を与えている。やがては清末の兪樾や章炳麟、そして上述の梁啓超にも受け継がれている。
戴震の扱った学問は、儒教経典に対する経学や小学（訓詁学・音韻学）だけでなく、天文学・数学などの自然学（天算・暦算）、地理学・地誌学（水地）などの諸学にわたる。『四庫全書』における『九章算術』を始めとした天算・暦算に関わる書物の提要は、すべて戴震の手によるものである。『水経注』の復元校訂に携わったことでも知られる。
とりわけその精髄は、晩年の主著『孟子字義疏証』にある。同書では、四書の『孟子』に対する訓詁という体裁で、宋明理学（朱子学）の説く「理」の概念を批判して、「情」「欲」を肯定する独自の思想を示した。その思想は、同書中の「聖人の道は天下の情のすべてを実現させ、その欲を遂げさせようとするものであって、このようにして天下ははじめて治まる」という一節に要約される。理というのは情から生まれるものなので、それを厳格な法律のようなもの、抑圧の道具として理解したのは後世の儒学者たちの誤解である。朱子学が「理」を物体のように存在し天から受けて心に具わるものとしたことは、人々が自分の臆断を「理」として固執するという禍を引き起こした。朱子学は、「無欲」（禁欲）を至上とする仏教の教理を儒学に持ちこんで、普通の人間の「欲」を否定して聖人のみが達することができる「理」を押しつけた。戴震は、そのような朱子学の弊害を除くべきだと主張した。梁啓超はこのような戴震の哲学を、ヨーロッパのルネサンスに比較できる倫理上の一大革命と評価している。一方で、同書は『戴氏遺書』にも収録されているものの、当時においてはあまり読まれず、肯定的に読んだのは弟子の洪榜のみで、反論を寄せたのも方東樹だけであったという。
戴震の著書は、『戴氏遺書』や、段玉裁が編纂した『戴東原集』などによって後世に伝えられている。

## 主な著書
- 『策算』
- 『毛鄭詩考正』
- 『原象』
- 『勾股割圓記』
- 『続天文略』（日本語訳あり[2]）
- 『尚書義考』
- 『経考』
- 『屈原賦注』
- 『原善』
- 『考工記図注』
- 『孟子字義疏証（中国語版）』（『孟子私淑録』『緒言』。日本語訳あり[2]）
- 『中庸補註』
- 『水地記』
- 『声韻考』
- 『声類表』
- 『方言疏証』
- 『直隷河渠書』
- 『汾陽県志』
- 『汾州府志』